# The Brink (série télévisée)
Pour les articles homonymes, voir The Brink.
The Brink est une série télévisée américaine comique en dix épisodes de 25 minutes créée par Roberto Benabib et Kim Benabib, et diffusée entre le 21 juin 2015 et le 23 août 2015 sur HBO et en simultané sur HBO Canada.
En France, la série est diffusée depuis le 22 juin 2015 en VOSTFr sur OCS  ainsi que sur la chaine Super Écran au Québec en 2016 .Elle reste inédite dans les autres pays francophones.

## Synopsis
La série met l'accent sur une crise géopolitique et son effet sur trois hommes disparates et désespérés : Walter Larson, le secrétaire d'État américain ; Alex Talbot, un agent du service extérieur ; et Zeke Tilson, un pilote de chasse de la Marine. Ces trois personnages doivent régler le chaos autour d'eux pour sauver le monde de la Troisième Guerre Mondiale.

## Distribution

### Acteurs principaux
- Jack Black (VF : Christophe Lemoine) : Alex Talbot
- Tim Robbins (VF : Emmanuel Jacomy) : Walter Larson
- Pablo Schreiber (VF : Tanguy Goasdoué) : Zeke Tilson
- Aasif Mandvi (VF : Marc Saez) : Rafiq Massoud
- Maribeth Monroe (VF : Laëtitia Lefebvre) : Kendra Peterson
- Eric Ladin (en) (VF : Emmanuel Curtil) : Glenn Taylor
- Geoffrey Pierson (VF : Pierre Dourlens) : Pierce Gray
- Esai Morales (VF : Guy Chapellier) : le président Julian Navarro

### Acteurs secondaires
- Iqbal Theba : le général Umair Zaman (9 épisodes)
- Erick Avari (VF : Mostefa Stiti) : Hasan (7 épisodes)
- John Larroquette (VF : Philippe Catoire) : Robert Kittredge (7 épisodes)
- Melanie Chandra (en) (VF : Olivia Luccioni) : Fareeda (7 épisodes)
- Carla Gugino (VF : Marjorie Frantz) : Joanne Larson (6 épisodes)
- Lamont Thompson (VF : Jean-Paul Pitolin) : Dougan (6 épisodes)
- Ryan Cutrona (VF : Richard Leblond) : James Donaldson (5 épisodes)
- Marshall Manesh (VF : Asil Rais) : Rafiq Massoud, Sr. (5 épisodes)
- Meera Syal (VF : Évelyn Séléna) : Naeema Massoud (5 épisodes)
- David Diaan (VF : Patrice Dozier) : le général Ahmed Ali (4 épisodes)
- Mary Faber (VF : Karine Foviau) : Ashley (4 épisodes)
- Mimi Kennedy (VF : Josiane Pinson) : Susan Buckley (4 épisodes)
- Rex Linn (VF : José Luccioni) : amiral McBride (4 épisodes)
- Nosheen Phoenix (VF : Ethel Houbiers) : Nayyara (4 épisodes)
- Bernard White (VF : Jean-Claude Donda) : le général Haroon Raja (4 épisodes)
- Jaimie Alexander (VF : Julie Turin) : lieutenant Gail Sweet (4 épisodes)
- Iris Bahr (VF : Véronique Augereau) : Talia Levy (3 épisodes)
- Rob Brydon (VF : Bernard Alane) : Martin (3 épisodes)
- Cass Buggé : Samantha Gregory (3 épisodes)
- Michelle Gomez (VF : Brigitte Aubry) : Vanessa (3 épisodes)
- Ajay Mehta (VF : Gabriel Le Doze) : Rakesh Pandit (3 épisodes)
- Christian Gehring (VF : Olivier Chauvel) : Billy (2 épisodes)

### Invités
- Samrat Chakrabarti (VF : Julien Kramer) : le capitaine Naseer (épisode 2)
- Ravi Kapoor (VF : Serge Faliu) : le premier ministre Bashar (épisode 2)

- Version française
  - Société de doublage : Studio Chinkel[4],[5]
  - Directeur artistique : José Luccioni[4],[5]
  - Adaptation des dialogues : Régis Ecosse, Xavier Hussenet, et Charles Platto[5]
  - Enregistrement / mixage : Alice Desseauve / Jonathan Leriche et Frédéric Le Grand[5]
  - Montage : Jean-Christophe Sabatier et Alain Debarnot[5]

 Source et légende : version française (VF) sur RS Doublage et Doublage Séries Database

## Production
Après avoir annoncé le renouvellement de la série le 21 juillet 2015, HBO a finalement décidé le 27 octobre 2015 de ne pas commander de deuxième saison faute de place dans sa grille des programmes.

## Épisodes
1. Pilote (Pilot)
2. Sans capote (Half-Cocked)
3. Bagdad mon cul (Baghdad My Ass)
4. Je serais jamais Batman (I'll Never be Batman)
5. Fonce, Shmuley, fonce (Swim, Shmuley, Swim)
6. Tweet Tweet Tweet (Tweet Tweet Tweet)
7. Jusqu'au cou (Sticky Wicket)
8. C'est qui, Grover Cleveland ? (Who's Grover Cleveland)
9. Juste un petit discours fanatique (Just a Little Crazy Talk)
10. Cela ne restera pas sans suite (There Will Be Consequences)

## Accueil
Aux États-Unis, le pilote a attiré 1,6 million de téléspectateurs  tandis qu'ils n'étaient plus que 870 000 lors de la finale. La moyenne par épisode s'élève à 1,1 million de téléspectateurs. Sur Metacritric, la saison 1 affiche un score de 52 % de critiques positives. Sur Rotten Tomatoes le score est de 54 %.
En France, pour Télérama, la série est « Quelque part entre Docteur Folamour et un Homeland du rire, la nouvelle comédie d'HBO fait mouche – non sans quelques difficultés. » . Pour RTL, la série « étonne par son genre hydrique, entre comédie et politique internationale ». Pour Arte, « le spectateur est plongé dans un joyeux bordel international présidé par une fine équipe de bras cassés. La satire y est mordante, l’humour corrosif »
Après avoir annoncé son renouvellement, HBO revoit finalement ses plans pour The Brink, la série comique de Jack Black et Tim Robbins et annule le show après sa première saison.